# Bobara, Mrkan i Supetar
Bobara, Mrkan i Supetar este o arie protejată (sit de importanță comunitară — SCI) din Croația întinsă pe o suprafață de 29,29 ha, integral pe uscat.

## Localizare
Centrul sitului Bobara, Mrkan i Supetar este situat la coordonatele 42°34′26″N 18°11′42″E / 42.574°N 18.195°E.

## Înființare
Situl Bobara, Mrkan i Supetar a fost declarat sit de importanță comunitară în iulie 2013 pentru a proteja un număr necunoscut de specii din flora spontană și fauna sălbatică aflate în arealul zonei.

## Biodiversitate
Situată în ecoregiunea mediteraneană, aria protejată conține 3 habitate naturale: Pante stâncoase calcaroase cu vegetație casmofită, Faleze cu vegetație de Limonium spp. endemic de pe coastele mediteraneene, Pseudostepă cu ierburi și specii anuale de Thero-Brachypodietea.
La baza desemnării sitului se află un număr nedeclarat de specii protejate.
Pe lângă speciile protejate, pe teritoriul sitului au mai fost identificate 1 specie de plante.